# 레슬리 이스터브룩
레슬리 이스터브룩(Leslie Easterbrook, 1949년 7월 29일 ~ )은 미국의 배우이다.
키 173cm에 여자로서는 체격이 매우 건장해서 폴리스 아카데미 시리즈에서 무술 교관 캘라한 역을 담당했다.

## 출연 작품
- 완벽한 살인 - 클레어 역 (공동제작)
- 앱노멀 어트랙션
- 폴리스 아카데미 - 무술 교관 데비 칼라한 역